# Wilson Greatbatch
Wilson Greatbatch (ur. 6 września 1919 r. w Buffalo, zm. 27 września 2011 r. w Amherst) – amerykański inżynier elektryk i wynalazca, twórca pierwszego wewnętrznego rozrusznika serca i ponad 350 innych patentów, był na liście National Inventors Hall of Fame, otrzymał nagrodę Lemelson–MIT.

## Życiorys
Urodzony 6 września 1919 r. w Buffalo. Studiował inżynierię elektryczną, uzyskując w 1950 r. stopień bachelor’s degree na Cornell University i magisterium na University of Buffalo (1957 r.), na którym pracował także jako wykładowca w latach 1952–1957. W 1956 r. przypadkowo zamontował zbyt duży opornik w oscylatorze budowanym w celu zapisu rytmu pracy serca. Odkrył wówczas, że urządzenie zdolne jest do emitowania regularnych impulsów elektrycznych. Ta pomyłka podsunęła mu pomysł zbudowania wszczepianego rozrusznika serca i pierwsze takie urządzenie zostało wszczepione człowiekowi w 1960 r. Greatbatch opatentował je w 1962 r. Pierwsze urządzenie posiadało baterię zdolną do dwóch lat pracy, ale do 1972 r. Greatbatch zdołał wydłużyć żywotność ogniw do 10 lat. 
Greatbatch posiadał 325 patenty, należał od 1986 r. do National Inventors Hall of Fame, a w 1990 r. został uhonorowany National Medal of Technology. W 2000 r. wydał autobiografię The Making of the Pacemaker: Celebrating a Lifesaving Invention.